# Mistrzostwa Ameryki Południowej w Lekkoatletyce 1995
38. Mistrzostwa Ameryki Południowej w Lekkoatletyce – zawody lekkoatletyczne rozgrywane w Manaus w Brazylii w 1995 roku.

## Rezultaty

### Mężczyźni
| Konkurencja                   | Złoto                     | Złoto     | Srebro                | Srebro    | Brąz                | Brąz      |
| Bieg na 100 m                 | Robson da Silva           | 10.29     | Édson Ribeiro         | 10.30     | Carlos Gats         | 10.51     |
| Bieg na 200 m                 | Robson da Silva           | 20.54     | Claudinei da Silva    | 20.68     | Carlos Gats         | 20.90     |
| Bieg na 400 m                 | Sanderlei Parrela         | 45.74     | Inaldo Sena           | 45.88     | Wenceslao Ferrín    | 46.33     |
| Bieg na 800 m                 | José Luíz Barbosa         | 1:46.16   | José de Oliveira      | 1:48.88   | Pablo Squella       | 1:49.80   |
| Bieg na 1500 m                | Edgar de Oliveira         | 3:38.81   | José de Oliveira      | 3:41.73   | Jacinto Navarrete   | 3:44.27   |
| Bieg na 5000 m                | Ronaldo da Costa          | 13:51.66  | Elenílson da Silva    | 14:04.97  | Jacinto Navarrete   | 14:07.63  |
| Bieg na 10 000 m              | Sérgio Gonçalves da Silva | 29:10.73  | César Troncoso        | 30:24.29  | Waldemar Cotelo     | 30:43.66  |
| Bieg na 3000 m z przeszkodami | Clodoaldo do Carmo        | 8:59.87   | Eduardo do Nascimento | 8:57.81   | Antonio Soliz       | 9:04.26   |
| Bieg na 110 m przez płotki    | Joilto Bonfim             | 13.92     | Arturo Rodríguez      | 14.42     | Oscar Ratto         | 14.60     |
| Bieg na 400 m przez płotki    | Eronilde de Araújo        | 48.63     | Llimy Rivas           | 50.37     | Francesco Lima      | 52.19     |
| Chód na 20 000 m              | Querubín Moreno           | 1:28:57.3 | Héctor Moreno         | 1:31:03.9 | Ademar Kammler      | 1:32:17.9 |
| Sztafeta 4 x 100 m            | Brazylia                  | 39.42     | Kolumbia              | 40.31     | Argentyna           | 40.78     |
| Sztafeta 4 x 400 m            | Brazylia                  | 3:04.93   | Kolumbia              | 3:10.16   | Chile               | 3:11.83   |
| Skok wzwyż                    | Gilmar Mayo               | 2.25      | Marcos dos Santos     | 2.15      | Fernando Moreno     | 2.15      |
| Skok o tyczce                 | Cristián Aspillaga        | 4.70      | Oscar Veit            | 4.60      | Renato Bortolocci   | 4.40      |
| Skok w dal                    | Douglas de Souza          | 8.05      | Nelson Ferreira       | 8.05      | Oscar Valiente      | 7.16      |
| Trójskok                      | Messias José Baptista     | 16.29     | Sergio Saavedra       | 16.25     | Jefferson Ilário    | 16.16     |
| Pchnięcie kulą                | Gert Weil                 | 19.02     | Yojer Medina          | 18.82     | Adilson Oliveira    | 17.68     |
| Rzut dyskiem                  | João dos Santos           | 58.52     | Marcelo Pugliese      | 57.80     | Édson Miguel        | 52.30     |
| Rzut młotem                   | Andrés Charadía           | 70.34     | Adrián Marzo          | 69.04     | Pedro Rivail Atílio | 59.14     |
| Rzut oszczepem                | Luis Lucumí               | 76.82     | Mauricio Silva        | 71.72     | Marcos Vieira       | 70.04     |
| Dziesięciobój                 | Alejandro Acosta          | 6546 pkt. | Santiago Lorenzo      | 6495 pkt. | Alexis Recioy       | 6433 pkt. |

### Kobiety
| Konkurencja                | Złoto                    | Złoto     | Srebro               | Srebro    | Brąz                  | Brąz      |
| Bieg na 100 m              | Cleide Amaral            | 11.38     | Mirtha Brock         | 11.52     | Kátia de Jesus Santos | 11.52     |
| Bieg na 200 m              | Kátia de Jesus Santos    | 23.34     | Cleide Amaral        | 23.39     | Patricia Rodríguez    | 23.42     |
| Bieg na 400 m              | Ximena Restrepo          | 51.93     | Luciana Mendes       | 52.64     | Patricia Rodríguez    | 52.95     |
| Bieg na 800 m              | Marlene da Silva         | 2:04.57   | Marta Orellana       | 2:06.37   | Mercy Colorado        | 2:10.36   |
| Bieg na 1500 m             | Marta Orellana           | 4:21.60   | Célia dos Santos     | 4:23.23   | CLara Morales         | 4:24.89   |
| Bieg na 5000 m             | Marlene Flores           | 16:48.35  | Esneda Londoño       | 16:48.67  | Bertha Sánchez        | 16.49.58  |
| Bieg na 10 000 m           | Carmen de Oliveira       | 33:55.84  | Marlene Flores       | 34:48.45  | Esneda Londoño        | 36:26.55  |
| Bieg na 100 m przez płotki | Carmen Bezanilla         | 13.62     | Verónica Depaoli     | 13.92     | Vânia da Silva        | 14.03     |
| Bieg na 400 m przez płotki | Ximena Restrepo          | 57.42     | Marise da Silva      | 58.62     | Flor Robledo          | 59.90     |
| Chód na 10 000 m           | Miriam Ramón             | 49:26.42  | Liliana Bermeo       | 49:34.85  | Nailse Pazin          | 52:41.78  |
| Sztafeta 4 x 100 m         | Brazylia                 | 44.97     | Kolumbia             | 45.64     | Chile                 | 46.73     |
| Sztafeta 4 x 400 m         | Kolumbia                 | 3:33.37   | Chile                | 3:42.27   | Argentyna             | 3:49.58   |
| Skok wzwyż                 | Orlane dos Santos        | 1.80      | Luciane Dambacher    | 1.75      | Mariela Andrade       | 1.70      |
| Skok o tyczce              | Alejandra García         | 3.10      | Conceição Geremias   | 2.70      | Patrícia de Oliveira  | 2.30      |
| Skok w dal                 | Andrea Ávila             | 6.58      | Luciana dos Santos   | 6.16      | Helena Guerrero       | 6.06      |
| Trójskok                   | Andrea Ávila             | 13.34     | Luciana dos Santos   | 13.07     | Milly Figueroa        | 12.62     |
| Pchnięcie kulą             | Elisângela Adriano       | 17.37     | María Isabel Urrutia | 16.43     | Alexandra Amaro       | 15.62     |
| Rzut dyskiem               | Amélia Moreira           | 55.10     | María Isabel Urrutia | 54.60     | Liliana Martinelli    | 54.32     |
| Rzut młotem                | María Eugenia Villamizar | 56.34     | Karina Moya          | 52.18     | Zulma Lambert         | 50.74     |
| Rzut oszczepem             | Zuleima Araméndiz        | 54.82     | Carla Bispo          | 52.56     | Zorobabelia Córdoba   | 51.82     |
| Siedmiobój                 | Zorobabelia Córdoba      | 5495 pkt. | Euzinete dos Reis    | 5322 pkt. | Andrea Ávila          | 5290 pkt. |

## Klasyfikacja medalowa
| Klasyfikacja medalowa | Klasyfikacja medalowa | Klasyfikacja medalowa | Klasyfikacja medalowa | Klasyfikacja medalowa | Klasyfikacja medalowa |
| --------------------- | --------------------- | --------------------- | --------------------- | --------------------- | --------------------- |
| Miejsce               | Kraj                  |                       |                       |                       | Razem                 |
| 1                     | Brazylia              | 24                    | 20                    | 13                    | 57                    |
| 2                     | Kolumbia              | 9                     | 10                    | 11                    | 30                    |
| 3                     | Argentyna             | 5                     | 8                     | 12                    | 25                    |
| 4                     | Chile                 | 4                     | 3                     | 4                     | 11                    |
| 5                     | Ekwador               | 1                     | 0                     | 1                     | 2                     |
| 6                     | Wenezuela             | 0                     | 2                     | 0                     | 2                     |
| 7                     | Urugwaj               | 0                     | 0                     | 1                     | 1                     |
| 7                     | Peru                  | 0                     | 0                     | 1                     | 1                     |